# Roy Gilchrist
Pour les articles homonymes, voir Gilchrist.
Roy Gilchrist est un joueur de cricket jamaïcain né le 28 juin 1934 à Seaforth et mort le 18 juillet 2001 à Portmore, international au sein de la sélection des Indes occidentales. Après avoir débuté avec l'équipe de Jamaïque en 1956, il dispute son premier test-match avec les Indes occidentales en 1957. 
Lanceur rapide, il fait parfois preuve d'agressivité sur et en dehors du terrain, ce qui provoque la fin de sa carrière internationale en 1959, après 13 rencontres et à seulement 24 ans. Il pratique ensuite le cricket en tant que professionnel dans diverses ligues en Angleterre jusqu'en 1979. Atteint de la maladie de Parkinson, il meurt à l'âge de 67 ans.

## Biographie
Roy Gilchrist naît le 28 juin 1934 à Seaforth dans la paroisse de Saint-Thomas. Enfant, il mène une existence pauvre dans une plantation de canne à sucre. Ses talents de joueur de cricket sont repérés par William Stewart, un homme qui l'aide à trouver du travail à Kingston pour qu'il puisse y pratiquer son sport. Il y est membre du club de Wembley, qui participe à la Senior Cup, une compétition jamaïcaine. En 1956, il est appelé en équipe de Jamaïque pour disputer une coupe impliquant également la Barbade, Trinité et la Guyane britannique. Il y joue un match catégorisé « première-class » (first-class), la Jamaïque y étant éliminé en demi-finale. Il prend part à trois autres rencontres à ce niveau contre un « XI du duc de Norfolk » en tournée dans les Caraïbes début 1957.
Ce peu d'expérience du haut-niveau ne l'empêche pas d'être appelé dans le groupe de l'équipe des Indes occidentales qui effectue une tournée en Angleterre mi-1957. Au cours des années qui précèdent, les Caribéens connaissent globalement le succès, remportant la plupart de leurs séries de test-matchs, mais perdant celles contre l'Australie. Côté lanceurs rapides, l'équipe s'appuie pour ce voyage notamment sur deux jeunes joueurs : Gilchrist et le Barbadien Wes Hall. Le Jamaïcain prend part à quatre des cinq rencontres contre l'Angleterre, totalisant 10 guichets. Il pense que son jeu n'est pas bien adapté aux conditions de jeu en Grande-Bretagne. Les Indes occidentales perdent la série 3-0. Début 1958, le Pakistan effectue sa première tournée dans les Caraïbes. Gilchrist dispute les cinq test-matchs de la série, accumulant 21 guichets. Les locaux remportent la série 3-1. Dans la première manche pakistanaise du premier match, il prend élimine quatre adversaires pour 32 courses concédées (4/32) mais, dans la seconde, ne peut empêcher Hanif Mohammed de marquer 325 points et de sauver le match pour les visiteurs. Il se montre particulièrement efficace dans le deuxième match où ses sept guichets dans le deuxième match participent à la victoire des Indes occidentales.
Les Indes occidentales voyage en Inde et au Pakistan de fin 1958 à début 1959. Lors du premier volet de ce séjour, en Inde, Wes Hall a désormais suffisamment d'expérience pour épauler efficacement son collègue jamaïcain, et le duo se montre particulièrement efficace : sept guichets pour 74 courses à eux deux dans la première manche du premier test-match, neuf guichets pour Gilchrist et six pour Hall dans le troisième, cinq chacun dans le quatrième. Les Indes occidentales remportent la série 3-0, pour deux matchs nuls. Mais plusieurs incidents émaille la tournée. Dans le premier test-match, il recourt occasionnellement au beamer, un lancer illégal qui consiste à envoyer la balle au-dessus du niveau de la taille du batteur adverse sans même la faire rebondir. Devant leur agressivité durant cette partie, le capitaine caribéen Gerry Alexander doit demander à ses lanceurs rapides, Gilchrist, Hall et Jaswick Taylor de se tempérer. Lors d'une séance d'entraînement, il touche au genou son coéquipier Basil Butcher, refuse de s'excuser et refuse de reprendre l'exercice. Alexander menace de le renvoyer, mais certains de ses coéquipiers plaident en sa faveur. Il est seulement écarté du deuxième test-match, officiellement pour blessure. Lors de la dernière rencontre en Inde, contre North Zone, il effectue quelques lancers relativement violents contre le capitaine adverse, Swaranjit Singh, ancien coéquipier de Gerry Alexander à Cambridge. Ce dernier le met immédiatement à l'écart. Gilchrist et renvoyé de la tournée, et ne rejoue plus jamais en équipe des Indes occidentales.
Gilchrist joue pour la dernière fois pour la Jamaïque lors de la saison 1961-1962, et dispute ses cinq dernières parties catégorisées première-classe en Inde au cours de la saison 1962-1963, lorsque la fédération indienne invite quatre lanceurs rapides caribéens à participer à ses compétitions pour permettre aux batteurs locaux de s'améliorer. En parallèle, sa carrière se poursuit en Angleterre, où il joue dans diverses ligues en tant que professionnel, représentant les clubs de Bacup, Middleton, Great Chell, Lowerhouse, Crompton et East Bierly,. Il y joue jusqu'en 1979, atteignant systématiquement la barre des cent guichets par saison. Il s'y montre encore parfois agressif envers les batteurs adverses. En 1967, c'est en dehors des terrains qu'il se montre violent : il écope d'une condamnation de trois mois de liberté surveillé pour avoir agressé physiquement son épouse au cours d'une dispute, la brûlant au visage avec un fer à repasser chaud.
Père de sept enfants, il rentre en Jamaïque en 1985. Atteint de la maladie de Parkinson, il meurt le 18 juillet 2001 à Portmore dans la paroisse de Sainte-Catherine, à l'âge de 67 ans.

## Style de jeu
Relativement petit de taille pour un lanceur rapide, ses longs bras permettent à Roy Gilchrist de donner une grande vitesse à la balle. Relativement agressif, il recourt avec efficacité au bouncer, qui, avec a un rebond haut, et utilise parfois le beamer, un lancer illégal qui passe, sans rebondir, au-dessus du niveau de la taille du batteur adverse.

## Bilan sportif

### Principales équipes
| Équipe             | Test                  |
| ------------------ | --------------------- |
| Indes occidentales | 1957 - 1959           |
| Équipe             | First-class           |
| Jamaïque           | 1956-1957 - 1961-1962 |
| Hyderabad (Inde)   | 1962-1963             |

### Statistiques
Roy Gilchrist dispute en tout 13 test-matchs avec l'équipe des Indes occidentales entre 1957 et 1959. Il prend un total de 57 guichets à la moyenne de 26,68. En 42 parties catégorisées « première-classe » (qui incluent ces 13 test-matchs), principalement avec les Indes occidentales, la Jamaïque et Hyderabad, en Inde, il totalise 167 guichets à la moyenne de 26,00.